# ینی‌دوغان (آرالیک)
ینی‌دوغان (به ترکی استانبولی: Yenidoğan) (به ارمنی: Նոր Ախուրի) (به کردی: ئاخوری) یک منطقهٔ مسکونی در ترکیه است که در آرالیک واقع شده‌است. ینی‌دوغان ۶۷۲ نفر جمعیت دارد و ۱٬۷۴۳ متر بالاتر از سطح دریا واقع شده‌است.